# Marie Gayeri
Marie Gayeri est une artiste chanteuse, auteure compositrice et interprète burkinabè. Elle fait de la musique traditionnelle, avec pour spécialité l'interprétation du répertoire musical de la région de Gulmu dont elle est originaire.

## Biographie

### Enfance et début
Marie Gayeri est né a Piela dans le Gnagna à l'Est du Burkina Faso. Dès son enfance elle chante dans les cabarets et dans des évènements culturels son village. C'est à côte de Timpoikou Lankoande qu'elle se lance véritablement dans la musique.  C'est une habituée des grandes scènes de festivals et de cérémonies officielles.

## Discographie

### Album
- 2019 : Yaba[3]
- 2020 : Kiabili
- 2022 : Kanyieh [1]

### Single
- 2022 : Moualay

## Distinctions
- Kunde du meilleur artiste traditionnel [4]
- Faso music Awards meilleur artiste traditionnelle
- Premier grand prix de la chanson 2008, 2016, 2018 à la semaine nationale de la culture[5].
- Lauréate du concours vedette de la musique traditionnelle[6]
- Lauréate du grand prix en chanson traditionnel a la SNC 2023.

## Note et référence
1. 1 2  Parfait Sawadogo, « Sortie discographique: « Kanyieh », le 4è album de Marie Gayéri officiellement dédicacé », sur Infos Culture du Faso, 5 décembre 2022 (consulté le 7 janvier 2023).
2. ↑  « Marie Gayeri : Une mine d’or dans un circuit musical inerte », sur Kulture Kibaré, 29 janvier 2021 (consulté le 7 janvier 2023)
3. ↑  « Album Yaaba Archives », sur Kulture Kibaré (consulté le 7 janvier 2023)
4. ↑  Ak Aib, « Le musicien burkinabè Floby remporte le ‘’Kundé d’or’’ 2019 », sur AIB - Agence d'Information du Burkina, 27 avril 2019 (consulté le 7 janvier 2023)
5. ↑  dikou, « Palmarès officiel de la SNC 2016, Tapis rouge pour les plus méritants », sur Dikou Africa, 5 mai 2017 (consulté le 7 janvier 2023)
6. ↑  « Dédicace à la RTB : Marie Gayéri désormais dans les bacs à disque - leFaso.net », sur lefaso.net (consulté le 7 janvier 2023)